# Psychotria pendula
Psychotria pendula är en måreväxtart som beskrevs av Joseph Dalton Hooker. Psychotria pendula ingår i släktet Psychotria och familjen måreväxter. Inga underarter finns listade i Catalogue of Life.